# Света Неделя (Любовка)
Вижте пояснителната страница за други значения на Света Неделя.
„Света Неделя“ е възрожденска църква в светиврачкото село Любовка, България, част от Неврокопската епархия на Българската православна църква. Обявена е за паметник на културата.

## История
Църквата е построена през 1885 година. В архитектурно отношение представлява каменна трикорабна псевдобазилика с екзонартекс и апсида от изток. Построена е върху силно наклонен терен, като е вкопана половин метър в земята. В интериора таваните са дървени, касетирани, като на този над централния кораб е изобразен Христос Вседържител в елипсовиден медальон. Шест елипсовидни медальона с допоясни образи на пророци и светци са изписани над колоните в централния кораб. Иконостасът е рисуван и частично резбован с едра груба резба по венчилката и царските двери. Деветте царски и седемнадесетте апостолски икони са с прецизен рисунък, топъл колорит и позлата, но някои от тях са грубо лакирани. Ценност в интериора представляват и владишкият трон, сребърен потир с дарителски надписи и релефна украса, два ковани свещника и няколко сребърни кандила.